# Egil A. Wyller

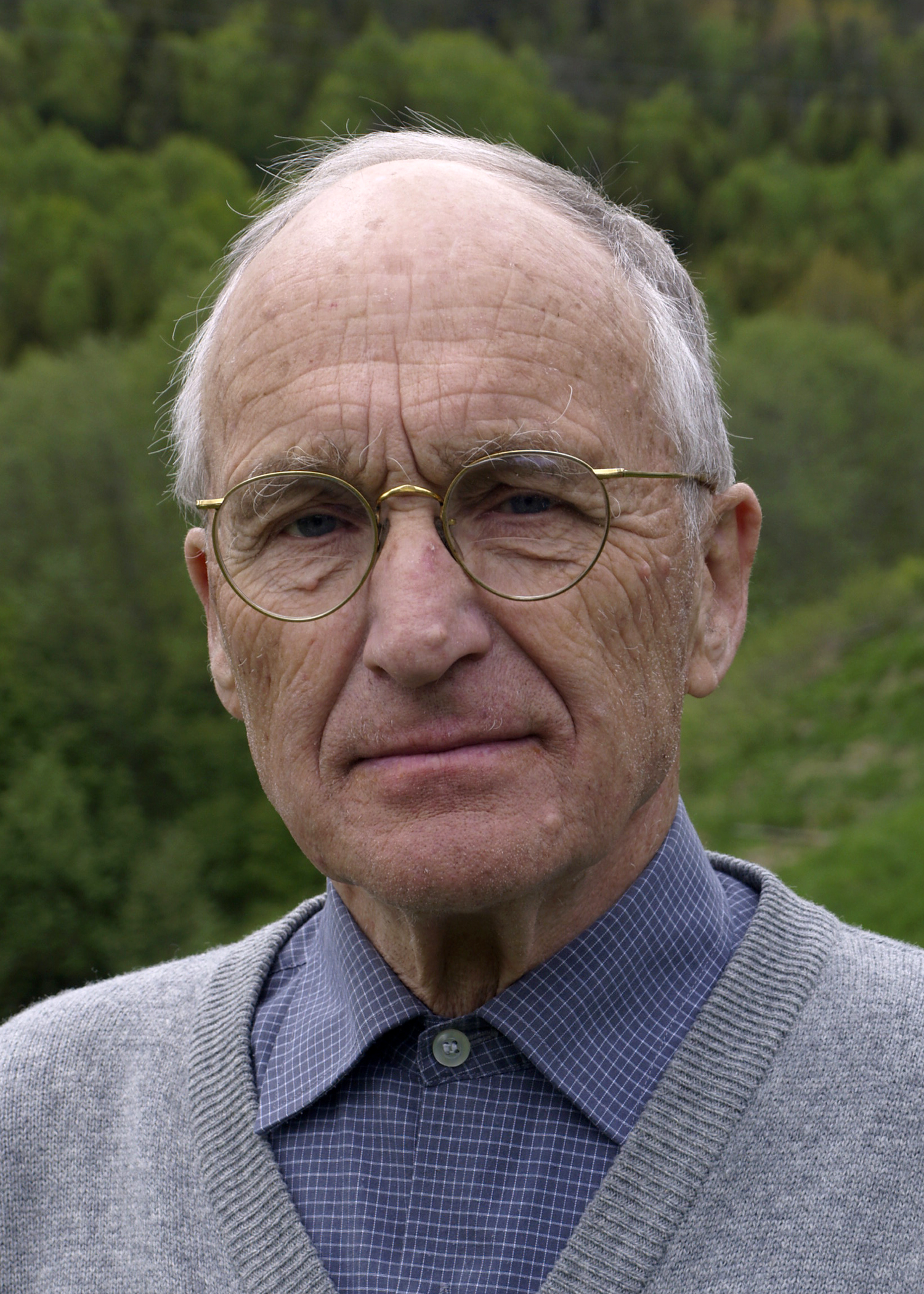
Egil Anders Wyller, 2009.

Egil Anders Wyller, född 24 april 1925 i Stavanger, död 6 mars 2021, var en norsk idéhistoriker.
Wyller blev filosofie doktor 1961, universitetslektor i filosofi vid Oslo universitet 1962 och docent 1967. År 1967 utnämndes han till professor i antikens idéhistoria där.
Wyller har översatt flera av Platons dialoger till norska och var medredaktör av Idé och tanke.
Han var ledamot av Det Norske Videnskaps-Akademi och utländsk ledamot av Det Kongelige Danske Videnskabernes Selskab. Han utnämndes till riddare av 1:a klass av Sankt Olavs orden 2000 och är även kommendör av den grekiska Fenixorden. År 1987 mottog han Oslo bys kulturpris.
Han är broder till statsvetaren Thomas Christian Wyller.

## Verk i urval
- Tidsproblemet hos Olaf Bull (1958)
- Fra Homer til Heidegger (1959)
- Platons Parmenides (doktorsavhandling, 1960)
- Litteraturforståelse (tillsammans med Asbjørn Aarnes, 1961)
- Gjerningsord (1975)
- Enhet og annethet, en historisk og systematisk studie i henologi (1981)